# Зуев, Михаил Илларионович
Михаил Илларионович Зу́ев — советский хозяйственный деятель.

## Биография
С 1932 года работал на заводе «Электросталь»: инженер, начальник сталеплавильного цеха № 1, начальник сталеплавильного цеха № 2, с начала 1941 года — главный инженер.
С октября 1941 по май 1942 года — на Урале, руководил эвакуацией, монтажом и демонтажем оборудования. Затем — снова в Подмосковье, руководил восстановлением завода.
В 1957—1960 годах директор завода «Электросталь».
Соавтор книги: Пластичность стали при высоких температурах / М. И. Зуев, В. С. Култыгин, М. И. Виноград [и др.]. — М.: Металлургиздат, 1954. — 104 с.

## Награды и премии
- Сталинская премия первой степени (1949) — за разработку технологии производства жаропрочного сплава
- ордена и медали